# Elizabet Hartloop
Elizabet Hartloop (geboren 1655 in Delft; gestorben am 21. April 1685 in Amsterdam) war eine niederländische Dichterin.

## Leben
Elizabet Hartloop wurde 1655 in Delft geboren. Sie war die Tochter von Neeltje van der Ley (gestorben nach 1677), ihr Vater ist nicht bekannt. Informationen über Elizabet Hartloop wurden in jüngerer Zeit durch Nachforschungen im Amsterdamer Stadtarchiv erschlossen. Dort fand sich unter anderem die Heiratsurkunde und ein Testament. Sie heiratete im Jahr 1677 den „Makler“ Adriaan Hennebo aus Leiden. Es ist nicht bekannt, in welchem Bereich er als „Makler“ tätig war. Als sie am 21. April 1685 starb, hinterließ sie drei minderjährige Kinder, ein weiteres Kind war in jungen Jahren gestorben. Ihr Witwer schloss am 8. November einen Ehevertrag mit Lucia Popta. Dafür reichte er am 14. November im Waisenhaus eine Beweisurkunde ein, die eine Woche zuvor erstellt worden war, sowie das Testament, das er gemeinsam mit Hartloop am 28. Mai 1678 verfasst hatte. In dem Testament ist geregelt, dass zwei Vormünder das Erbe der Kinder garantierten. Zu den Vormündern waren ein Cousin und ein Bruder von Hennebo ernannt worden. Auch geht aus dem Testament hervor, dass beide Erben von Aaltje Gerrits Schouten waren, der Witwe des bekannten mennonitischen Predigers Cornelis Claesz. Anslo. Schouten war vermutlich die Tante von Hennebo. Das Testament lässt den Rückschluss zu, dass Elizabet Hartloop remonstrantischer Abstammung war, da es Legate sowohl für die Armen der Remonstrantengemeinde (250 Gulden) als auch für die Mennonitengemeinde der Waterländer (650 Gulden) gab.

### Werk
Bekannt ist von Elizabet Hartloop ein biblisches Theaterstück Tobias. Der Entstehungszeitraum lässt sich nicht genau feststellen, vermutlich hat sie vor ihrer Heirat bereits damit begonnen und es nach der Heirat fertiggestellt. Das Stück wurde drei Jahre nach ihrem Tod vom Amsterdamer Buchhändler David Ruarus gedruckt, der das Werk lobte. Tobias wurde noch nie im Amsterdamer Theater aufgeführt. Die Publikation, die wahrscheinlich von Adriaan Hennebo zum Gedenken an seine verstorbene Frau herausgegeben wurde, enthält zwölf Rundstiche. Das erste davon ist mit „excudebat C.J. Visscher“ unterzeichnet. Mit Tobias hat Hartloop die apokryphe Geschichte „Tobit“ verarbeitet, zudem gibt es neun Szenen, die in „Tobit“ nicht vorkommen. Während in der apokryphen Schrift ein Wunder im Mittelpunkt steht, steht bei Tobias die Begegnung zweier junger Menschen im Mittelpunkt. Sechs Szenen drehen sich um die Hochzeit von Tobias und Zara und zeigen Hartloops Vision der Ehe. Im  BuchTobit kommt es zu einer arrangierten Ehe, doch Hartloop betont Zaras Autorität. Auch wenn ihr Vater zustimmt, müsse Tobias auf Zaras Ja warten.
Mit der Aufführung von Tobias kam eine Diskussion über gutes Theater auf. Auf der einen Seite standen die Mitglieder der Gesellschaft Nil Volentibus Arduum, die französisch-klassizistische Ideen propagierten, auf der anderen Seite ihre literarischen Gegner, die klassischen Ideen anhingen, in denen die Ideen des Horaz eine Rolle spielten. Mit dem Aufkommen des Klassizismus entstand ein Tabu für das biblische Theater. Tobias passte weder aufgrund der Wahl des biblischen Themas noch aufgrund der Art und Weise, wie die Geschichte angelegt war, in diese neue Denkrichtung.